# خطوط ميس
خطوط ميس أو خطوط ألدريتش ميس (leukonychia striata) هي خطوط بيضاء تظهر عبر أظافر اليدين والقدمين (ابيضاض الأظافر).

## المظهر
هي عبارة عن أشرطة بيضاء تتخلل الظفر بالعرض. بنمو الظفر، فهي تنتقل نحو نهايته العلوية وتختفي بالقص.

## الأسباب
تظهر خطوط ميس بعد حالة التسمم بالزرنيخ أو الثاليوم أو غيرها من المعادن الثقيلة، ويمكن أن تظهر أيضاً في حالة الإصابة بالقصور الكلوي. كما لوحظت هذه الخطوط لدى المرضى الذين يخضعون للعلاج الكيميائي.

## التسمية والتاريخ
على الرغم من أن هذه الظاهرة سمّيت على اسم الطبيب الهولندي ر.أ. ميس، الذي وصف الحالة عام 1919، إلا أن الأوصاف المبكرة لهذه الظاهرة وضعها الإنجليزي ي.س. رينولدز عام 1901 والأكاديمي الأمريكي سي. جيه. ألدرتش عام 1904.